# Maevius indecorus
Maevius indecorus är en insektsart som beskrevs av Carl Stål 1874. Maevius indecorus ingår i släktet Maevius och familjen Hyocephalidae. Inga underarter finns listade i Catalogue of Life.